# Кости (Галац)
Кости (рум. Costi) насеље је у Румунији у округу Галац у општини Ванатори. Oпштина се налази на надморској висини од 64 m.

## Становништво
Према подацима из 2002. године у насељу је живело 622 становника, од којих су сви румунске националности.